# Klincz (album)
Klincz – kompilacyjny album zespołu Klincz wydany w 1999 roku nakładem wytwórni Universal Music PL / Polypop.

## Lista utworów
źródło:.
1. „Pod latarnią” – 3:55
2. „Koty” – 4:29
3. „Dla ciebie staczam się” – 4:20
4. „Klucze do raju” – 4:37
5. „Dokąd, po co i jak?” – 4:22
6. „Dziś cofnąć się nie mogę” – 4:35
7. „Firma „Salon gier”” – 3:26
8. „Nie ma ucieczki” – 4:50
9. „Wielki wyścig” – 3:25
10. „To nie do wiary” – 3:52
11. „Jak lodu bryła” – 4:00
12. „Plamy na słońcu” – 4:32
13. „Kwiaty na raty” – 3:58
14. „Słodki doping” – 3:40
15. „Letnia przygoda” – 3:19
16. „Latarnik” – 7:33